# Verdens Undergang
Sfârșitul lumii (în daneză Verdens Undergang) este un film danez științifico-fantastic din 1916 regizat de August Blom și scris de Otto Rung, cu actorii Olaf Fønss și Ebba Thomsen. Filmul înfățișează o catastrofă mondială atunci când o cometă rătăcitoare trece pe lângă Pământ și provoacă dezastre naturale și tulburări sociale. Blom și echipa sa de producție au creat efecte speciale pentru dezastrul produs de cometă, folosind dușuri de scântei și perdele de fum.  
Filmul a avut o audiență uriașă din cauza temerilor generate în timpul trecerii cometei Halley șase ani mai devreme, precum și din cauza tulburărilor provocate de Primul Război Mondial în curs de desfășurare. 
Filmul este cunoscut în engleză și sub numele de The Flaming Sword. Acesta a fost restaurat de Institutul de Film Danez și lansat pe DVD în 2006.

## Distribuție
- Olaf Fønss ca Frank Stoll - Proprietar de mină
- Carl Lauritzen - Mineformand / Mine Forman West
- Ebba Thomsen ca Dina West
- Johanne Fritz-Petersen⁠(da)[traduceți]  ca Edith West
- Thorleif Lund - Minearbejder / Worker Flint
- Alf Blütecher - Styrmand / Ship Reymers Mate
- Frederik Jacobsen - Den vandrende Prædikant / Predicatorul rătăcitor
- K. Zimmerman - profesor Wissmann
- Moritz Beilawski
- Erik Holberg

## Vezi și
- Listă de filme apocaliptice
- 1916 în științifico-fantastic